# Hospital general de Yaundé
El Hospital general de Yaundé (en francés: Hôpital général de Yaoundé) es un hospital de Yaundé, Camerún, establecido en 1985. Sirve como un centro de enseñanza y es un hospital de referencia para otros hospitales de la región Yaundé. 
El hospital fue diseñado por el C. Cacoub y Buban Ngu Design Group y construido por SBBM y Six Construct. Cubre un área de 20.301 metros cuadrados y ya en 2001 había 302 camas. El hospital proporciona medicina, cirugía, obstetricia, ginecología y pediatría.